# Marburg
Koordinati:  50°48′, 8°46′
Marburg (tudi Marburg an der Lahn) je univerzitetno mesto v nemški zvezni deželi Hessen. Mesto leži ob reki Lahn in ima okoli 77.000 prebivalcev. V mestu je sedež leta 1527 ustanovljene Univerze v Marburgu (Philipps Universität Marburg), pa tudi enako stare in slavne univerzitetne knjižnice. Njegov zemljepisni položaj je  50°48′36″N, 8°46′15″E.